# Paragomphus pardalinus
Paragomphus pardalinus – gatunek ważki z rodziny gadziogłówkowatych (Gomphidae). Występuje w południowo-wschodnich  Chinach; miejsce typowe to wyspa Hajnan.